# Abraham Goldfaden

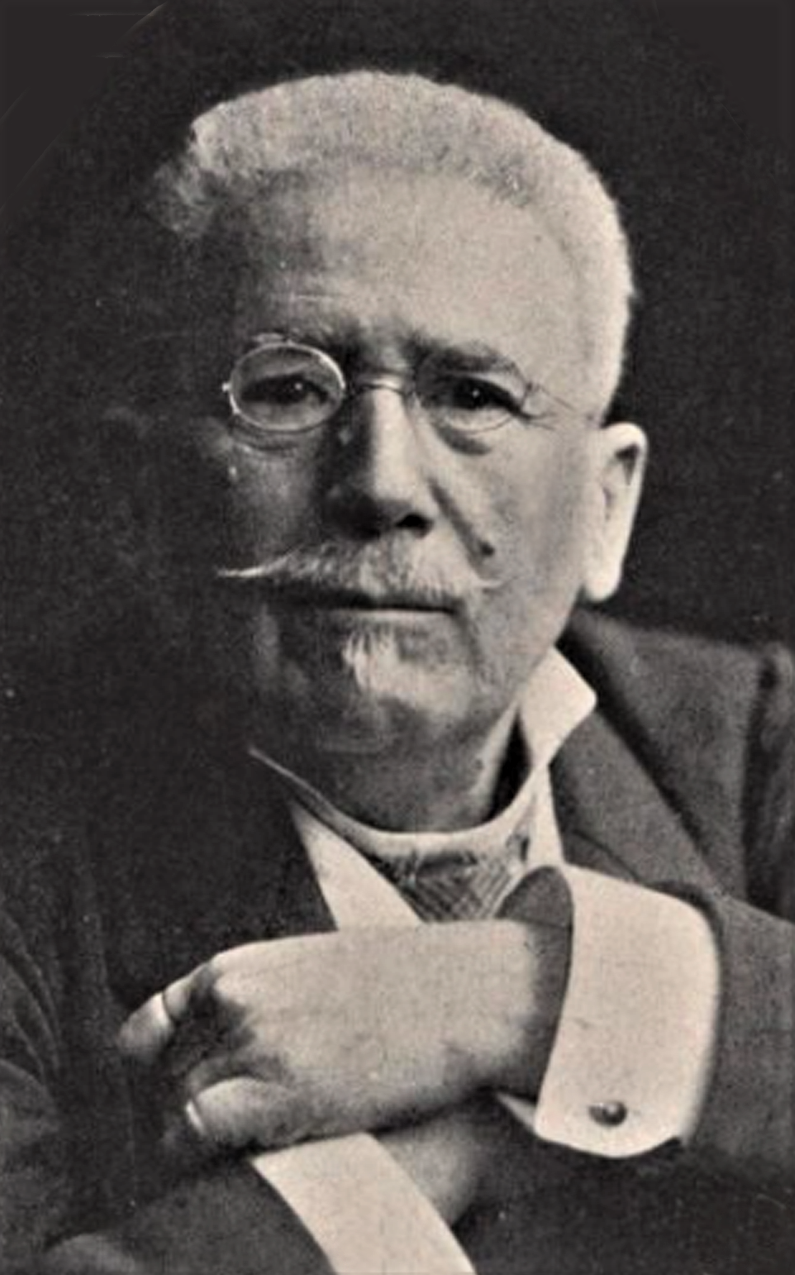
Abraham Goldfaden

Abraham Goldfaden (geboren am 12. Julijul. / 24. Juli 1840greg. in Starokostjantyniw, Gouvernement Wolhynien; gestorben am 9. Januar 1908 in New York; eigentlich Avrum Goldnfoden, auch Avram Goldfaden, Abraham ben Chajim Lippe Goldfaden) war ein jiddischer Volksdichter und Komponist und gilt als Begründer des modernen jiddischen Theaters, für das er als Autor, Schauspieler, Regisseur, Dekorateur und Direktor tätig war.

## Leben
In seinem Geburtsort erhielt Goldfaden nicht nur eine gründliche Ausbildung in Talmud und Hebräisch, sondern erlernte auch Russisch und Deutsch sowie weltliche Fächer.
Um dem Militärdienst zu entgehen, wurde Goldfaden mit 15 Jahren auf eine staatliche Schule geschickt, wo er unter den Einfluss seines Lehrers Abraham Bär Gottlober (1810–1899) geriet, eines hebräischen Schriftstellers, der ebenfalls ein Liebhaber der jiddischen Sprache war.

## Erste Lyriktexte und jiddische Theatererfahrungen
Der Abschluss an dieser Schule im Jahre 1857 ermöglichte Goldfaden, das rabbinische Seminar in Schitomir bis 1866 zu besuchen, in dem Rabbiner, Lehrer und jüdische Beamte für den russischen Staatsdienst ausgebildet wurden. Zu dieser Zeit war der bekannte Chajim Slonimski Direktor und Lehrer des Seminars. Abraham Bär Gottlober und weitere Vertreter der Haskala ermutigten ihn dort, hebräische Lyrik zu schreiben, die er erstmals 1862 im Hamelitz veröffentlichen konnte. An den Wochenenden spielten die Schüler oft gemeinsam Theater in der Seminarschule, darunter auch 1864 die Uraufführung des ersten jiddische Theaterstücks Serkele von Salomon Ettinger mit Abraham in der Hauptrolle. Nach Beendigung seines Studiums im Jahre 1866 war Goldfaden staatlicher Lehrer in Simferopol, dann in Odessa.

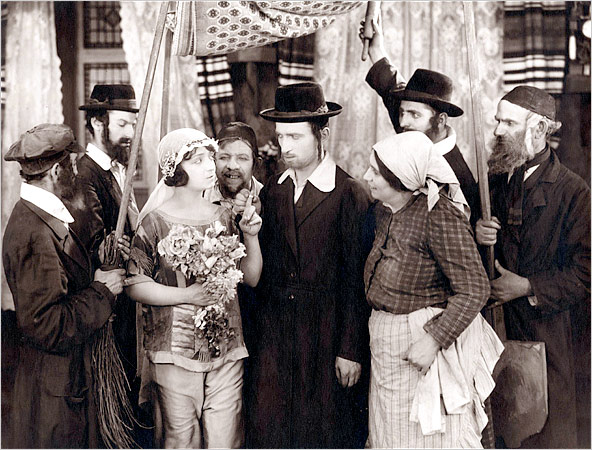
Jiddisches Theater

1865 hatte Goldfaden eine Sammlung seiner hebräischen Lieder herausgegeben, im Jahr darauf folgte die erste Sammlung seiner jiddischen Lieder unter dem Titel Dos Jüdele. 1875 schloss er sich einem Klassenkameraden an, Isaak Joel Linetzki (1839–1915), der Lessings Nathan der Weise ins Jiddische übersetzte, und gab zusammen mit ihm in Lemberg eine humoristische Zeitschrift namens Der alter Jisrolik heraus, die aber nur kurze Zeit Bestand hatte. Nach 18 Ausgaben wurde das Blatt in Russland verboten und konnte sich damit nicht durchsetzen. 1876 gab Goldfaden – ebenso erfolglos – in Czernowitz das Bukowinaer Israelitische Volksblatt heraus.

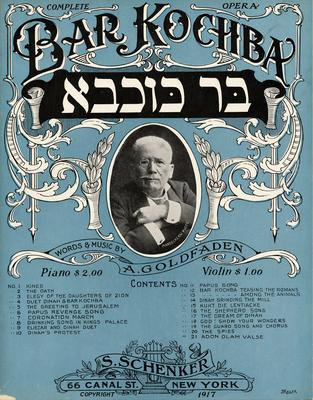
Plakat Bar Kochba Text & Musik von Abraham Goldfaden

## Die Zeit in Rumänien und erste Tourneen
Goldfaden ging 1876 nach Rumänien, wo er auf Brodersänger (Alleinunterhalter) traf, eine Gruppe von herumziehenden jüdischen Sängern, die mit Hilfe einer sehr einfachen Bühnenausstattung (ein Tisch und zwei Kerzen) in Weinkellern und Biergärten jiddische Lieder zum Besten gaben. Für einige dieser Sänger schrieb er kurze Prosadialoge und so entstanden im Oktober 1876 die ersten Aufführungen von jiddischen Theaterstücken (auch Jargontheater genannt).  Nach dem großen Erfolg dieser Aufführungen in Jassy, der nicht zuletzt auch auf den Russisch-Osmanischen Krieg und den dadurch regeren Fremdenverkehr in der rumänischen Hauptstadt zurückzuführen war, engagierte Goldfaden zusätzliche Spieler und dehnte seine Tourneen bis nach Bukarest und Odessa aus. Goldfaden stellte für eine Tournee durch Süd- und Osteuropa eine sehr erfolgreiche Theatertruppe zusammen, sie bestand aus Schauspielern wie Sigmund Mogulescu (1858–1914), Israel Grodner und dem Autor Moses Horowitz. Goldfadens Multitalen als Komponist, Texter, Produzent, Manager und Schauspieler machte ihn so erfolgreich. In seinen Texten griff er historische-biblische oder lehrreiche Themen auf. In seine Musikstücken flossen jiddische, slawische und chassidische Volkslieder ein, bis hin zu klassischen Arien und Synagogalgesängen. Die Modernisierung des jiddischen Theaters gelang Abraham Goldfaden, indem er Textvorgaben und Regieanweisungen für die Schauspieler einführte und damit die sonst üblichen freien Improvisation der Stücke strukturierte. Der Erfolg steigerte sich und veranlasste die Gründung zusätzlicher jiddischer Theatergruppen.
Nach dem Krieg kehrte Goldfaden 1879 nach Russland zurück, machte sich mit dem jiddischen Schriftsteller Moshe Leib Lilienblum und anderen bekannt und spielte mit großem Erfolg in Odessa, Charkow, Minsk, Moskau, St. Petersburg und anderen Städten.

## Verbot des jiddischen Theaters
Am 14. September 1883 verbot die russische Regierung aus Angst vor diesem neuen Massenmedium, aber auch auf Betreiben orthodoxer Kreise, Aufführungen in Jiddisch. In der Folge emigrierten zahlreiche Autoren in den Westen: In Paris, London und New York wurden jiddische Theater gegründet. Goldfaden wurde im Jahre 1883 Mitglied der Chibbat Zion (Zion Liebe), diese jüdische Gruppe schloss sich im Jahre 1887 der zionistischen Bewegung an. Abraham Goldfaden versuchte nun sein Glück in Warschau mit der Aufführung von Stücken in deutscher Sprache, fand aber damit kaum Anklang und wanderte 1887 nach Amerika aus. 1887 hielt er sich in New York auf, versuchte sich als Herausgeber der Jiddischen Illustrierten Zeitung, kehrte erfolglos 1890 wieder nach Europa zurück, konnte dort an seine alten Erfolge anknüpfen und leitete Aufführungen seiner Stücke in London, Paris, Lemberg (dort als Direktor des Jüdischen Theaters 1894/95), Wien und Bukarest.
Abraham war im Sommer 1900 Delegierter des 4. Zionistenkongress vom 13. August bis 16. August in London.

## Emigration nach Amerika
1903 kehrte er in die USA zurück und lebte die letzten fünf Jahre seines Lebens in New York. Lange Zeit hatte er unter großer wirtschaftlicher Not gelitten, so dass er auf Unterstützung angewiesen war und beispielsweise die zionistische Führung in Wien in einem Rundschreiben an die Mitglieder des Aktionskomitees (10. Januar 1900) darum bat, für ihn Gelder zu sammeln.

## Künstlerische Bedeutung

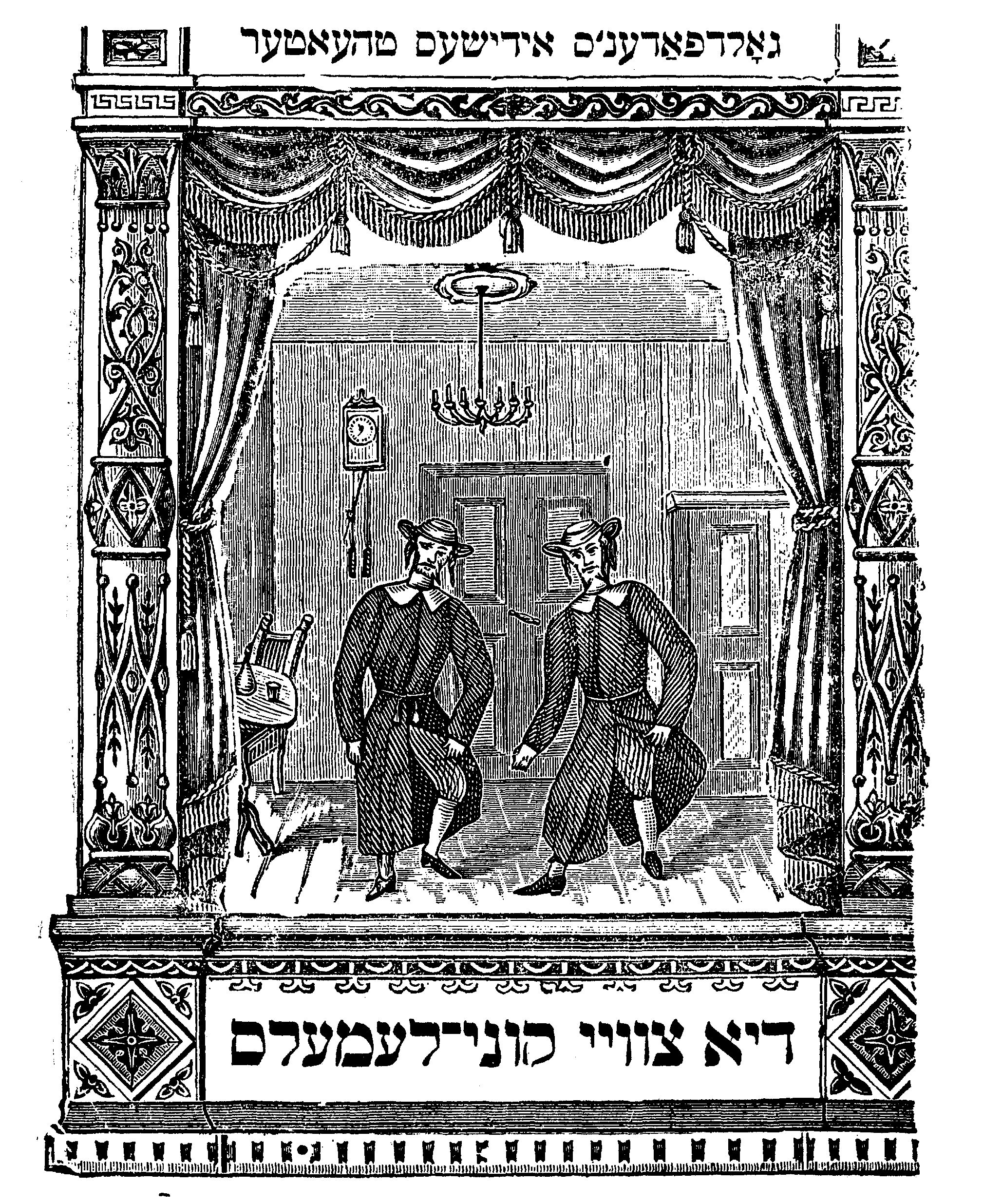
Plakat Der Fanatik oder di zwej Kuni Lemels

Die ersten Stücke von Goldfaden hatten satirische Züge. Der Fanatik oder di zwej Kuni Lemels („Der Fanatiker oder die zwei Unbeholfenen“) ist eine Adaptation von Molières satirischer Komödie Les précieuses ridicules.
In den 1880er Jahren, geprägt von den Pogromen des Jahres 1881 infolge des Attentats auf Zar Alexander II., wurden seine Stücke dramatischer. Das Stück Bar Kochba (1883), das den letzten erfolglosen jüdischen Aufstand gegen die Römer beschreibt, steht im Zeichen des aufkommenden Zionismus.
Nach Theodor Herzls Tod 1904 schrieb Goldfaden sein letztes Stück Ben Ami („Sohn meines Volkes“), das einige Tage vor Goldfadens Tod uraufgeführt wurde. Dies ist zum großen Teil eine Adaptation des zionistischen Romans Daniel Deronda von George Eliot, dessen Handlung jedoch nach Odessa versetzt wird; der englische Aristokrat, der das von Pogromen erschütterte jüdische Volk bewundert, wird bei Goldfaden zu einem russischen Baron.
Obwohl Goldfaden kein Instrument spielte und keine Noten lesen oder schreiben konnte, versah er seine Stücke selbst mit Melodien, von denen einige populär geblieben sind (z. B. das Wiegenlied Rosinkes mit Mandlen).
Goldfaden schrieb über 60 Stücke, die nicht alle veröffentlicht wurden und zum Teil geringen literarischen Wert haben. Sie wurden jedoch über Generationen hinweg gepflegt und wurden zum ständigen Repertoire des jiddischen Theaters.

## Werke

### Erscheinen oder Entstehungszeit bekannt
- Zizim uprachim. 1865. 2. Auflage Krakau 1897 (sein erster Band hebräischer Lieder).
- Dos Jüdele. 1866, 2. Auflage 1891 (Sammlung 22 seiner Mutter gewidmeter jiddischer Lieder)
- Die Jidene. 1869 (jiddische Liedersammlung).
- Der alter Jisrolik. 1875 (kurzlebige humoristische Zeitschrift).
- Schmendrick oder Die komishe Chaseneh. 1877 (satirischer Einakter über das Ghettoleben, die Hauptrolle Sigmund Mogulescu auf den Leib geschrieben).
- Di bobe mitn eynikel  1877 (Großmutter und Enkel)
- Der Fanatik oder di zwej Kuni Lemels. 1880 („Der Fanatiker oder die zwei Unbeholfenen“).
- Bar Kochba, oder die letzten Tage von Jerusalem. Melodrama in 4 Akten und 14 Bildern. Warschau 1883 (weltweit vielfach erfolgreich aufgeführt)
- Das zehnte Gebot. Zaubermärchen in 5 Akten, 10 Verwandlungen und 28 Bildern. New York 1887 (weltweit vielfach erfolgreich aufgeführt).
- Die kaprizne Kallemoid oder Kapzensohn und Hungermann. Melodrama in 4 Akten und 5 Bildern. Warschau 1887 (weltweit vielfach erfolgreich aufgeführt).
- Dr. Almossado, oder die Juden in Palermo. (Stück in fünf Akten). Warschau 1888.
- Sulamith oder Tochter Jerusalems. Melodrama in 4 Akten und 15 Bildern. Lemberg 1889.
- König Ahasveros oder Königin Esther. Biblische Operette in 5 Akten und 15 Bildern. Lemberg 1890 (weltweit vielfach erfolgreich aufgeführt).
- Die komische Chassene. Komödie in 3 Akten. Warschau 1890 (weltweit vielfach erfolgreich aufgeführt).
- Moschiachs Zeiten. Operette in 6 Akten und 30 Bildern. Krakau 1891 (weltweit vielfach erfolgreich aufgeführt. Zionistisches Stück: Die messianische Zeit werde weder in Russland noch in Amerika, sondern allein in Palästina anbrechen).
- Rabbi Joselmann oder die G'seres von Elsass. Historische Operette in 5 Akten und 23 Bildern. Erstaufführung Lemberg 1894 oder 1895.
- Die Opferung Isaaks oder Die Zerstörung von Sodom und Gomorrha. Operette in 4 Akten und 40 Bildern. Krakau 1897 (weltweit vielfach erfolgreich aufgeführt).
- Ben Ami. („Sohn meines Volkes“). Nach 1904; Uraufführung New York 1908.

### Ohne Jahr bzw. nicht ermittelt
- Al Naharoth Babel. („An den Strömen Babylons“, Lied).
- Asoi sugt Gott azind. (Lied).
- Der Katarrh. (früher Einakter).
- Der Lügner oder Taudrus blos. (Bühnenstück).
- Die Bobe mit 'm Einikel. (früher Einakter).
- Die Holeschke. (Lied).
- Die Kischufmacherin. (Bühnenstück).
- Die Rekruten. (früher Einakter).
- Die Schwebalech. (früher Einakter).
- Die stumme Kale. [= Braut] (früher Einakter).
- Rosinkes mit Mandlen. (Wiegenlied).
- Rothschild. (Drama).
- Verjummert, Verklugt. (Lied).

### Ausgaben
- Nationale Gedichte in jiddischer Sprache. Krakau 1898.
- Geklibene dramatische werk. Tekst-zugreitung un areinfir S. Bilow un A. Welednizki. Kiew 1940.

## Musik und Text Hörbeispiele & Videos
- Bar Kuchba (24:52)
- Die Hirtenlieder aus Bar Kochba (4:26)
- Gottes Wunder aus der Oper Meilitz Yosher (2:34)
- Jankele geht in schul arein (instrumental 1:06)
- Rozhinkes mit Mandlen  (2:04)
- Ich bin allein... - Один я I am alone Elend Bin Ich Yiddish song 1901 (2:51)
- Flaker Feieril (Tenor Richard Tucker) (3.07)
- Shabes, Yomtov un Rosh Chodesh (Tenor Richard Tucker) (2:41)
- Der Fanatik oder di zwej Kuni Lemels. 1880 („Der Fanatiker oder die zwei Unbeholfenen“) 3. Akt Szene 8 youtube.com (2:31)

## Diskografie
Regenten der University of California: Discography of American Historical Recordings, s.v. "Goldfaden, Abraham". adp.library.ucsb.edu, abgerufen am 26. Juni 2022.